# Canton du Havre-4
Le canton du Havre-4 est une circonscription électorale française du département de la Seine-Maritime créée en 1888. Sa délimitation a été modifiée par le décret du 27 février 2014. Elle tient lieu de circonscription d'élection des conseillers départementaux et entre en vigueur lors des premières élections départementales suivant la publication du décret.

## Histoire
Un nouveau découpage territorial de la Seine-Maritime entre en vigueur à l'occasion des premières élections départementales suivant le décret du 27 février 2014. Les conseillers départementaux sont, à compter de ces élections, élus au scrutin majoritaire binominal mixte. Les électeurs de chaque canton élisent au Conseil départemental, nouvelle appellation du Conseil général, deux membres de sexe différent, qui se présentent en binôme de candidats. Les conseillers départementaux sont élus pour 6 ans au scrutin binominal majoritaire à deux tours, l'accès au second tour nécessitant 12,5 % des inscrits au 1er tour. En outre la totalité des conseillers départementaux est renouvelée. Ce nouveau mode de scrutin nécessite un redécoupage des cantons dont le nombre est divisé par deux avec arrondi à l'unité impaire supérieure si ce nombre n'est pas entier impair, assorti de conditions de seuils minimaux. Dans la Seine-Maritime, le nombre de cantons passe ainsi de 69 à 35.

## Représentation

### Conseillers généraux de 1888 à 2015
| Période | Période      | Identité             | Étiquette          | Qualité |
| ------- | ------------ | -------------------- | ------------------ | --- |
| 1888    | 1890 (décès) | Constantin Bazan     | Républicain        | Adjoint au maire du Havre |
| 1891    | 1910         | Jules Rœderer        | Républicain        | Négociant, ancien Président du Tribunal de commerce du Havre |
| 1910    | 1921 (décès) | Léon Pézeril         | Union républicaine | Avocat au Havre |
| 1922    | 1940         | Albert Dubosc        | RG                 | Administrateur du Port autonome Maire de Sainte-Adresse Député (1936-1940) |
|         |              |                      |                    | |
| 1945    | 1965         | Pierre Courant       | PRL-CNIP           | Avocat Maire du Havre (1941-1944 et 1947-1965) Président du Conseil Général (1958-1965) Député (1945-1962) Ministre (1951-1953)                                                      |
| 1965    | 1973         | Maurice Georges      | UNR puis UDR       | Médecin Député (1962-1975) |
| 1973    | 1992         | Antoine Rufenacht    | UDR puis RPR       | Directeur de société Député (1975-1981 et 1986-1995) Maire du Havre (1995-2010) Président de la Communauté d'Agglomération du Havre depuis 2001 Ancien Secrétaire d'Etat (1976-1978) |
| 1992    | 2011         | Agathe Cahierre      | UDF puis UMP       | Militante associative Adjointe au Maire du Havre |
| 2011    | 2015         | Agnès Firmin-Le Bodo | UMP                | Pharmacien Adjointe au Maire du Havre Elue en 2015 dans le Canton du Havre-5 |

### Conseillers d'arrondissement (de 1833 à 1940)
| Période                                  | Période | Identité                     | Étiquette | Qualité |
| ---------------------------------------- | ------- | ---------------------------- | --------- | --- |
| 1937                                     | 1940    | Jules Le Troadec (1895-1961) | PC-SFIC   | Docker Déporté de 1942 à 1945 à Auschwitz puis à Flossenburg et Buchenwald                                  |
| 1940                                     |         |                              |           | Les conseils d'arrondissement ont été suspendus par la loi du 12 octobre 1940 et n'ont jamais été réactivés |
| Les données manquantes sont à compléter. |         |                              |           | |

### Conseillers départementaux depuis 2015
| Période élective | Période élective | Mandat | Mandat   | Identité           | Nuance | Nuance | Qualité                                                       |
| ---------------- | ---------------- | ------ | -------- | ------------------ | ------ | ------ | ------------------------------------------------------------- |
| 2015             | 2021             | 2015   | 2021     | Louisa Couppey     |        | LR     | Conseil en gestion, Sainte-Adresse Adjointe au maire du Havre |
| 2015             | 2021             | 2015   | 2021     | Sébastien Tasserie |        | DVD    | Agent d'assurances Adjoint au maire du Havre jusqu'en 2020    |
| 2021             | 2028             | 2021   | en cours | Louisa Couppey     |        | LR     | Conseillère sortante                                          |
| 2021             | 2028             | 2021   | en cours | Pascal Cramoisan   |        | DVD    | Chef d'entreprise, adjoint au maire du Havre                  |

### Résultats détaillés

#### Élections de mars 2015
À l'issue du 1er tour des élections départementales de 2015, deux binômes sont en ballottage : Damien Lenoir et Micheline Lucas (FN, 30,21 %) et Louisa Couppey et Sébastien Tasserie (Union de la Droite, 27,46 %). Le taux de participation est de 39,55 % (9 815 votants sur 24 815 inscrits) contre 49,48 % au niveau départemental et 50,17 % au niveau national.
Au second tour, Louisa Couppey et Sébastien Tasserie (Union de la Droite) sont élus avec 62,23 % des suffrages exprimés et un taux de participation de 36,51 % (4 801 voix pour 9 061 votants et 24 815 inscrits).
Sébastien Tesserie a quitté LR.

#### Élections de juin 2021
Le premier tour des élections départementales de 2021 est marqué par un très faible taux de participation (33,26 % au niveau national). Dans le canton du Havre-4, ce taux de participation est de 23,36 % (5 138 votants sur 21 991 inscrits) contre 32,19 % au niveau départemental. À l'issue de ce premier tour, deux binômes sont en ballottage : Nadine Lahoussaine et Laurent Logiou (Union à gauche, 39,75 %) et Louisa Couppey et Pascal Cramoisan (DVD, 36,51 %).
Le second tour des élections est marqué une nouvelle fois par une abstention massive équivalente au premier tour. Les taux de participation sont de 34,36 % au niveau national, 32,06 % dans le département et 23,85 % dans le canton du Havre-4. Louisa Couppey et Pascal Cramoisan (DVD) sont élus avec 51,38 % des suffrages exprimés (2 326 voix pour 5 245 votants et 21 996 inscrits),,. 

## Composition
Le nouveau canton du Havre-4 comprend une fraction de la commune du Havre.
| Nom                              | Code Insee | Intercommunalité            | Superficie (km2) | Population (dernière pop. légale)                 | Densité (hab./km2) | Modifier                                    |
| -------------------------------- | ---------- | --------------------------- | ---------------- | ------------------------------------------------- | ------------------ | ------------------------------------------- |
| Le Havre (bureau centralisateur) | 76351      | CU Le Havre Seine Métropole | 46,95            | Fraction : 34 598 (2022) Commune : 166 462 (2022) | 3 546              | modifier les données · modifier les données |
| Canton du Havre-4                | 7617       |                             |                  | 34 598 (2022)                                     |                    | modifier les données                        |

La partie de la commune du Havre intégrée dans le canton est celle située à l'est d'une ligne définie par l'axe des voies et limites suivantes : depuis la limite territoriale de la commune de Gonfreville-l'Orcher, route nationale 282, boulevard de Leningrad, boulevard de Graville, rue Aristide-Briand, cours de la République, tunnel Jenner, rue de Tourneville, rue Pasteur, rue du Général-Rouelle, rue des Acacias, rue Jenner, tunnel Jenner, place Jenner, avenue René-Dehayes, lisière est de la forêt de Montgeon, allée des Cigales, rue Socrate, chemin de la rue Socrate à la rue William-Cargill, rue William-Cargill, rue Jean-Bouise sud, allée Etienne-Peau, ligne droite jusqu'à la rue Adèle-Robert, rue Adèle-Robert, rue Socrate, place des Martyrs, rue Flandres-Dunkerque, rue des Londes, avenue du 8-Mai-1945, rue Fourier, rue Edouard-Vaillant, avenue Pierre-Courtade, rue Virgil-Grissom, rue du Docteur-Vannier, chemin de Caucriauville, jusqu'à la limite territoriale de la commune d'Harfleur.

## Démographie

### Démographie avant 2015
| 1962 | 1968 | 1975 | 1982 | 1990   | 1999   | 2006   | 2011   | 2012   |
| ---- | ---- | ---- | ---- | ------ | ------ | ------ | ------ | ------ |
| -    | -    | -    | -    | 14 559 | 15 376 | 15 765 | 16 683 | 16 289 |

### Démographie depuis 2015
En 2022, le canton comptait 34 598 habitants, en évolution de −3,37 % par rapport à 2016 (Seine-Maritime : +0,35 %, France hors Mayotte : +2,11 %).
| 2013   | 2018   | 2022   |
| ------ | ------ | ------ |
| 36 871 | 35 342 | 34 598 |